# Pseudonummoloculina
Pseudonummoloculina es un género de foraminífero bentónico considerado como nomen nudum e invalidado, aunque  considerado perteneciente a la familia Miliolidae, de la superfamilia Milioloidea, del suborden Miliolina y del orden Miliolida. Su especie tipo era Pseudonummoloculina aurigerica. Su rango cronoestratigráfico abarcaba el Albiense (Cretácico inferior).

## Clasificación
Pseudonummoloculina incluía a las siguientes especies:
- Pseudonummoloculina aurigerica †
- Pseudonummoloculina pecheuxi †